# Палуські прерії
Палуські прерії (ідентифікатор WWF: NA0813) — неарктичний екорегіон помірних луків, саван і чагарників, розташований на Північному Заході США.

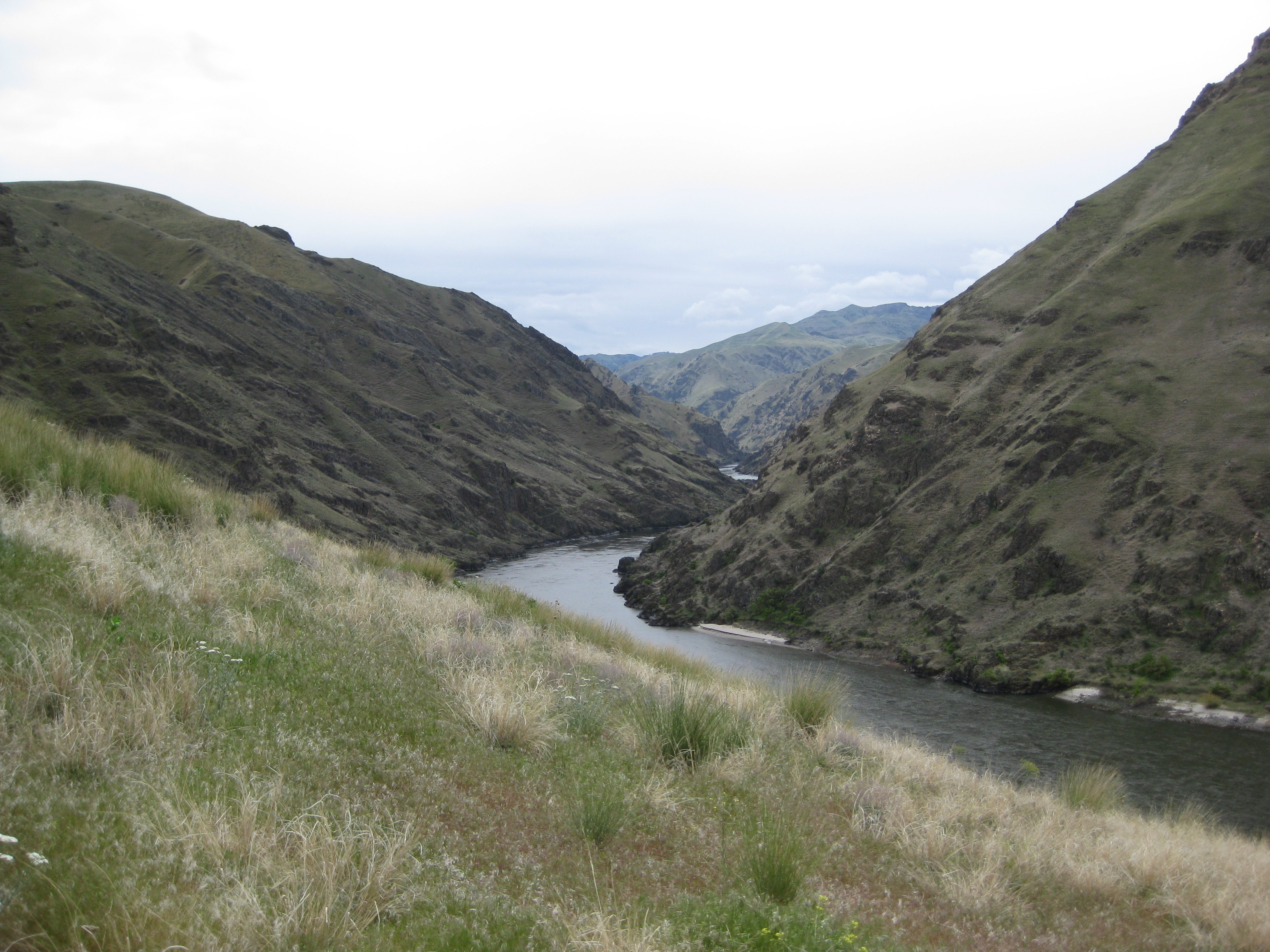
Природна рослинність у Пекельному каньйоні в долині річки Снейк

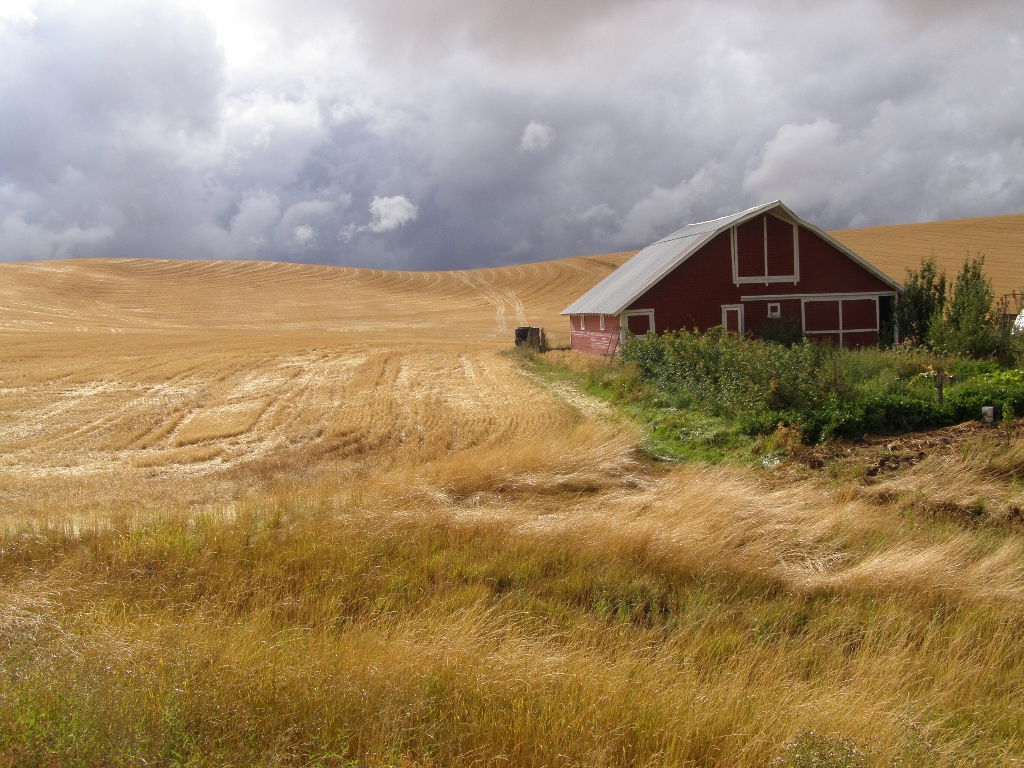
Сільськогосподарський ландшафт Палусу

## Географія
Екорегіон палуських прерій розташований у географічному регіоні Палус на Внутрішньому Північному Заході США, на території Східного Вашингтону, Північно-Центрального Айдахо та на півночі Східного Орегону. Він охоплює східну частину Колумбійського плато, що лежить між Каскадними горами на заході, Скелястими горами на сході та Блакитними горами на півдні. Воно є частиною комплексу міжгірських плато, що складають внутрішній пояс Північноамериканських Кордильєр.
Вулканічне Колумбійське плато утворилося у міоцені, 17-14 мільйонів років тому, внаслідок масштабного виверження трапових вулканів, які вивергли 174 300 км³ базальтової лави, що поглинула територію площею 163 700 км². У деяких районах базальти сформували покрив товщиною до 1,8 км. Пізніше, у плейстоцені, більша частина Південно-Східного Вашингтону була вкрита шаром нанесеного вітром мулистого ґрунту, відомого як палуський лес, відклади якого подекуди досягають товщини 45 м.
Ландшафт Центрального та Південно-Східного Вашингтону порізаний численними глибокими, сухими та безплідними каналами, відомими як Ченнелд-Скебленд, які розмили лесові та базальтові відклади Палусу. Загальна схема цих каналів має очевидний вхід на північному сході та вихід на південному заході. Наразі загальновизнано, що масштабна водна ерозія Колумбійського плато була спричинена серією катаклізмів під час плейстоцену, викликаних періодичними проривами крижаної дамби льодовикового озера Міссула, яке утворилося внаслідок танення Кордильєрського льодовикового щита під час останнього льодовикового періоду. Остання з катастрофічних Міссульських повеней сталася між 18 200 та 14 000 років тому.
В горах на сході палуські прерії переходять у ліси півночі Центральних Скелястих гір, на південному сході — у ліси півдня Центральних Скелястих гір, на півдні — у ліси Блакитних гір, а на північному заході — у підвітряні ліси Каскадних гір. На північний схід від екорегіону поширені сухі ліси Оканагану, а на захід від нього — чагарникові степи Снейку та Колумбії.

## Клімат
В межах екорегіону переважає напівпустельний клімат (BSk за класифікацією кліматів Кеппена) або середземноморський клімат (Csb або Csa за класифікацією Кеппена). Літо тут тепле, а зима холодна. Середньорічна кількість опадів становить менше 570 мм, більшість з яких випадає взимку.

## Флора
До колонізації Палусу ландшафт регіону був представлений преріями, які простягалися на тисячі квадратних кілометрів та утворювали один з найбільших масивів луків на Міжгірському Заході США. Ці прерії були схожими на мішані прерії Великих рівнин, однак відрізнялися за видовим складом. 
У преріях регіону домінували багаторічні трави — колосистий житняк (Pseudoroegneria spicata), айдахська костриця (Festuca idahoensis) та великий колосняк (Leymus condensatus). Серед інших трав, що зустрічалися в екорегіоні, слід відзначити однобокий тонконіг (Poa secunda), великоцвітий кипець (Koeleria macrantha), білкохвостий колосняк (Elymus elymoides), голко-ниткова ковила (Hesperostipa comata) та західний пирійник (Pascopyrum smithii). Важливим фактором, який підтримував існування палуських прерій, були регулярні низькоінтенсивні пожежі, які навмисне розпалювалися корінними американцями.
Після колонізації регіону палуські прерії піддалися надмірному випасу худоби, який призвів до загибелі місцевих трав та сприяв інвазії чагарників полину (Artemisia spp.) та немісцевих трав, передусім покрівельного стоколоса (Bromus tectorum) та лучного тонконога (Poa pratensis), а також однорічного різнотрав'я. Часті, інтенсивні пожежі, спричинені поширенням стоколоса, прискорили деградацію прерій, оскільки ці пожежі були більш інтенсивними, ніж могли витримати навіть пристосовані до вогню місцеві трави. З іншого боку, гасіння вогню також призвело до деградації місцевих прерій.
Таким чином, більша частина прерій регіону була знищена та замінена сільськогосподарськими угіддями. Залишки природної рослинності збереглися переважно в районах, де були поширені розріджені, неглибокі ґрунти, зокрема у ярах Ченнелд-Скебленду. У цих місцевостях переважають карликові чагарники та напівчагарники дикої гречки (Eriogonum spp.) та полину (Artemisia spp.), зустрічається велика кількість лишайників та мохів, однак небагато трав'янистих рослин. Унікальні рослинні угруповання зустрічаються навколо ефемерних водойм, які наповнюються водою або снігом протягом зими, а на початку або в середині літа пересихають, однак флора цих водойм недостатньо вивчена. Інші характерні угруповання зустрічаються навколо базальтових ерозійних ям. Поблизу річок зустрічаються болота, де переважає водна рослинність, а на півночі екорегіону — деякі дерева, зокрема американські осики (Populus tremuloides) та койотські верби (Salix exigua).

## Фауна
В межах екорегіону зустрічається 87 видів ссавців та близько 200 видів птахів. Серед поширених в екорегіоні ссавців слід відзначити чорнохвостого оленя (Odocoileus hemionus), білохвостого оленя (Odocoileus virginianus), гірського вапіті (Cervus canadensis nelsoni), товсторога (Ovis canadensis), вилорога (Antilocapra americana), великовухого зайця (Lepus californicus), білохвостого зайця (Lepus townsendii), гірського кролика (Sylvilagus nuttallii), флоридського кролика (Sylvilagus floridanus), канадського голкошерста (Erethizon dorsatum), малого бурундука (Neotamias minimus), соснового бурундука (Neotamias amoenus), жовточеревого бабака (Marmota flaviventris), гірську полівку (Microtus montanus), західну заподу (Zapus princeps), самотню торбомишу (Perognathus parvus), західну врожайницю (Reithrodontomys megalotis), білочереву коникоїдку (Onychomys leucogaster), полинову строкатку (Lemmiscus curtatus), північного гоферчика (Thomomys talpoides), майже ендемічного вашингтонського ховраха (Urocitellus washingtoni), сіру вивірку (Sciurus carolinensis) та мідицю Мерріама (Sorex merriami). На берегах річок зустрічаються канадські бобри (Castor canadensis), канадські видри (Lontra canadensis), річкові візони (Neogale vison) та болотяні ондатри (Ondatra zibethicus).
Серед великих хижаків, поширених в регіоні, слід відзначити барибала (Ursus americanus), північноамериканську пуму (Puma concolor couguar), руду рись (Lynx rufus) та вовка (Canis lupus), а серед дрібніших хижих ссавців — койота (Canis latrans), звичайну лисицю (Vulpes vulpes), американського горностая (Mustela richardsonii), довгохвосту ласицю (Neogale frenata), американського борсука (Taxidea taxus), смугастого скунса (Mephitis mephitis), західного плямистого скунса (Spilogale gracilis) та звичайного ракуна (Procyon lotor). Раніше в екорегіоні зустрічалися рівнинні бізони (Bison bison bison), однак наразі вони в Палусі вимерли.
Серед поширених в екорегіоні птахів слід відзначити каліфорнійську перепелицю (Callipepla californica), гострохвостого тетерука (Centrocercus urophasianus), чорнощокого пораке (Phalaenoptilus nuttallii), американського луня (Circus hudsonius), неоарктичного канюка (Buteo jamaicensis), прерієвого канюка (Buteo swainsoni), королівського канюка (Buteo regalis),  прерієвого сокола (Falco mexicanus), американського сича (Athene cunicularia), канадську сороку (Pica hudsonia), західного тирана (Tyrannus verticalis), рогатого жайворонка (Eremophila alpestris), потюка (Chondestes grammacus), прерієвого багновця (Ammodramus savannarum), лучну карнатку (Spizella breweri), польову вівсянку (Pooecetes gramineus), саванову вівсянку (Passerculus sandwichensis) та західного шпаркоса (Sturnella neglecta).

## Збереження
Майже 99 % прерій екорегіону були знищені наприкінці XIX та на початку XX століть, коли регіон Палус був навіть більш густонаселеним, ніж низовини П'юджет-Саунду. Внаслідок перевипасу худоби та зміни режиму пожеж залишки природних екосистем значно деградували. Загалом близько 3,4 % площі екорегіону є заповідними територіями. Природоохоронні території включають: Національну зону відпочинку Пекельного Каньйону та Національну зону відпочинку озера Рузвельт.